# Oblężenie Głuchowa

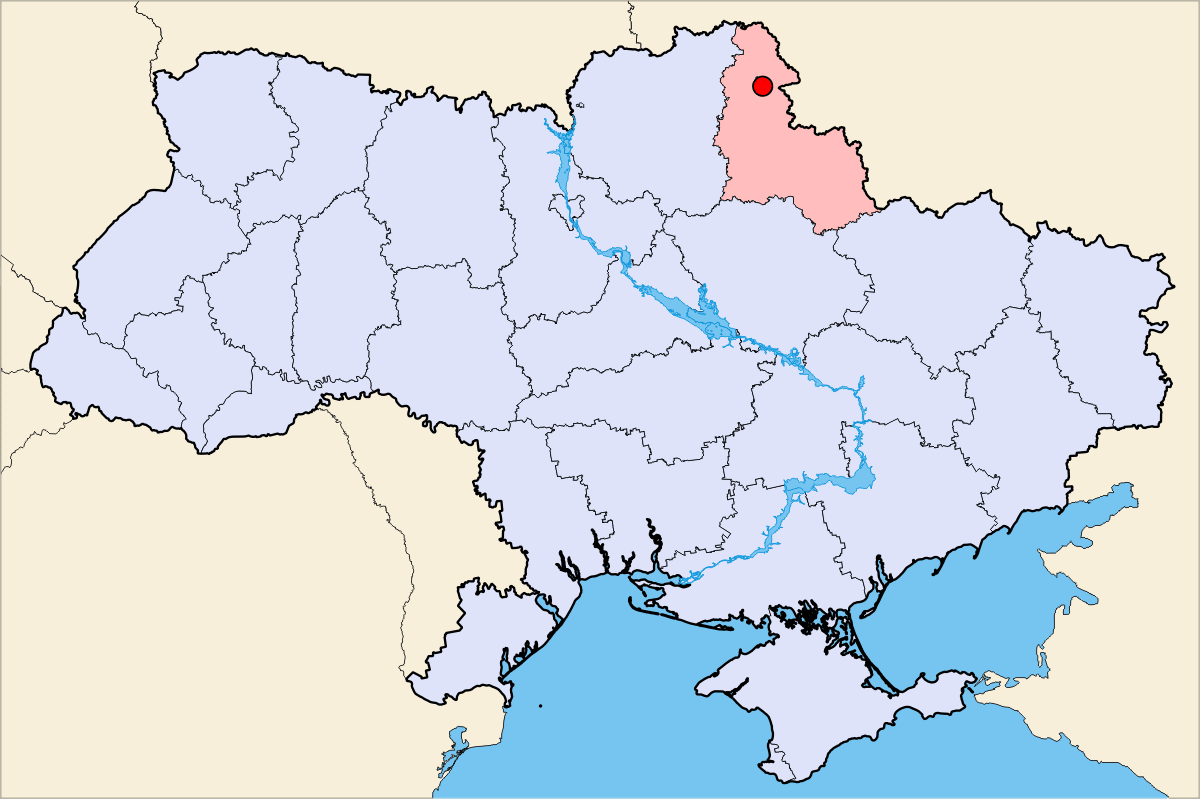
Głuchów na mapie współczesnej Ukrainy

Oblężenie Głuchowa – walki prowadzone w celu zdobycia bronionego przez rosyjski garnizon miasta Głuchowa, które prowadziły wojska polskie i kozackie od 22 stycznia do 9 lutego 1664 roku podczas wojny polsko-rosyjskiej 1654–1667.

## Pochód na wschód
W listopadzie 1663 roku wojska króla Jana Kazimierza i kozackiego hetmana Prawobrzeżnej Ukrainy Pawła Tetery ruszyły w wielkiej wyprawie przeciwko Carstwu Moskiewskiemu, w celu zakończenia efektownym zwycięstwem trwającej od 10 lat wojny. Armia składała się z 50-70 tys. żołnierzy (w tym około 24 tys. wojsk koronnych i 14 pułków Kozaków z prawobrzeżnej Ukrainy) oraz Tatarów w sile 30-40 tys. żołnierzy. Na wschodzie mieli dołączyć Litwini dowodzeni przez hetmana polnego litewskiego Michała Kazimierza Paca. Południowe Zadnieprze zajęła wydzielona grupa Jana Sobieskiego. Dniepr przekroczono w okolicach Rzyszczowa, omijając Kijów aby nie tracić czasu na jego zdobywanie. Pomimo zimy, wojska królewskie posuwały się szybko, jednak aby zdobyć żywność i ciepłą odzież oblegano po drodze mniejsze twierdze, co znacznie opóźniało marsz. Wojska polskie opanowały Boryspol, Krzemieńczuk, Łochwicę, Łubnie, Romny, Pryłuki i kilka innych miast na Zadnieprzu. Na początku stycznia 1664 Jan Kazimierz ruszył w stronę Moskwy.

## Oblężenie
Od 22 stycznia oblegano Głuchów, którego bronił garnizon pod komendą Pawła Trofimowicza Żiwotowskiego i pułkownika kijowskiego Wasyla Dworeckija. 29 stycznia rozpoczął się szturm na skutek którego zniszczono część fortyfikacji miasta materiałami wybuchowymi i na czele z prowadzącym do boju żołnierzy Janem Sobieskim wdarto się do miasta. Wojska polskie dostały się jednak w zasadzkę i zostały ostrzelane ponosząc znaczne straty i musiały się wycofać. Pomimo skłanianiu się oblężonych w następnych dniach do kapitulacji, 8 lutego podjęto drugi szturm, na skutek którego żołnierze polscy i kozaccy ponownie wdarli się do miasta, ale i ten atak w rezultacie zakończył się fiaskiem. Na skutek podejrzenia o przekazywanie informacji o miejscach ataku zginął w niejasnych okolicznościach Iwan Bohun.
W związku ze znacznymi stratami i brakiem sensu dalszego oblegania miasta, 9 lutego wojska królewskie zwinęły oblężenie i ruszyły w dalszą drogę na Moskwę.

## Po oblężeniu
15 lutego pod Siewskiem wojska koronne połączyły się z siłami litewskimi dowodzonymi przez hetmana polnego litewskiego Michała Paca (ok. 20 000 żołnierzy) i armia weszła na tereny państwa rosyjskiego. Wojska rosyjskie unikały starcia nieustannie się cofając, jednak 29 lutego armia króla Jana Kazimierza dogoniła pomiędzy Worońcem a Siewskiem główne siły rosyjskie, którymi dowodził kniaź Grigorij Romodanowski. Rosjanie jednak nie odważyli się na bój w otwartym polu i zamknęli się w obwarowanym obozie pod Siewskiem.
Brak silnej twierdzy jako podstawy dalszych działań, odwilż i wybuch powstania na tyłach armii polskiej na Prawobrzeżu oraz knowania Jerzego Sebastiana Lubomirskiego w kraju, zmusiły 1 marca wojska Jana Kazimierza do odwrotu w kierunku Nowogrodu Siewierskiego.
Po rozegranych latem tego samego roku bitwach pod Witebskim i Szkłowem wyczerpane długoletnim wysiłkiem militarnym obie strony rozpoczęły latem 1664 roku ciągnące się dwa i pół roku rozmowy, zakończone Rozejmem andruszowskim.